# Castlerock
Castlerock är en ort i Storbritannien.   Den ligger i riksdelen Nordirland, i den västra delen av landet, 600 km nordväst om huvudstaden London. Castlerock ligger 54 meter över havet och antalet invånare är 1 477.
Terrängen runt Castlerock är platt åt nordost, men åt sydväst är den kuperad. Havet är nära Castlerock norrut. Runt Castlerock är det ganska tätbefolkat, med 75 invånare per kvadratkilometer. Närmaste större samhälle är Coleraine, 7,6 km öster om Castlerock. 